# William Hut
William Hut, nato Willy Marhaug (9 novembre 1973), è un cantante norvegese.

## Biografia
Versus the End of Fashion Park (2003), classificatosi 24º nella VG-lista, è stato in lizza per lo Spellemannprisen all'artista maschile. L'anno seguente viene presentato Days to Remember, il suo secondo LP a entrare la top 30 norvegese e a ottenere una nomination agli Spellemannprisen.
Nightfall (2006) ha esordito direttamente sul podio della classifica nazionale ed è stato candidato per un Spellemannprisen; il disco, inoltre, include Take It Easy, numero uno in hit parade. Silent Hum (2009), invece, ha debuttato al 12º posto.

## Discografia

### Album in studio
- 2001 – Road Star Doolittle
- 2003 – Versus the End of Fashion Park
- 2004 – Days to Remember
- 2006 – Nightfall
- 2009 – Silent Hum
- 2012 – The Gathering
- 2014 – April Sky
- 2016 – Hafnir Games
- 2017 – 22 (con Gisli)

### EP
- 2001 – Scarlet
- 2024 – Eternal Hope

### Singoli
- 2008 – Ironically
- 2008 – In Your Arms
- 2016 – Bliss
- 2016 – Memorial
- 2016 – The Racetrack
- 2017 – The Answer
- 2017 – Overdue
- 2018 – I'm Staring at the Sun
- 2018 – Up
- 2019 – Snowfall
- 2023 – Don't Give Up
- 2023 – December Cold
- 2023 – Stand Up Tall
- 2023 – A Song Can Live on Forever
- 2024 – You Can't Stop